# Dominique Martin (homme politique, 1961)
Pour les articles homonymes, voir Dominique Martin et Martin.
Dominique Martin, né le 1er octobre 1961 à Scionzier, est un homme politique français.
Membre du Front national (FN), devenu Rassemblement national, il est conseiller municipal d'opposition à Cluses de 1989 à 2019 et député européen de 2014 à 2019.

## Biographie

### Formation et carrière
Originaire de La Côte-d'Arbroz en Haute-Savoie, il commence des études de commerces à Paris, une fois l'examen du baccalauréat réussi, mais fait le choix de retourner en Haute-Savoie pour rejoindre l'entreprise familiale. En ce qui concerne sa carrière militaire, en 1982, après avoir fait ses classes à l’École spéciale militaire de Saint-Cyr Cöetquidan, il incorpore le 6e régiment parachutiste d’infanterie de marine comme officier du contingent. Il devient par la suite capitaine de réserve (officier de réserve service état major — diplômé de l’École de guerre). Dominique Martin est décoré de la médaille de la Défense nationale, de la médaille des services militaires volontaires et de la médaille de bronze de la Fédération nationale des amicales de chasseurs à pied, alpins et mécanisés (Amicale des 27e, 67e et 107e BCA).

### Parcours politique
Dominique Martin adhère au FN en 1983 ; il devient alors secrétaire du parti dans le canton de Cluses (Haute-Savoie). Il est ensuite membre du conseil national, du comité central et du bureau politique.
Il se présente à de nombreuses élections locales qui se tiennent à Cluses depuis 1986. Il a ainsi été candidat aux élections municipales de 1989, 1995, 2001, 2008 et 2014, aux élections cantonales de 1988, 1992, 1998, 2004 et 2011, aux élections régionales de 1986, 1992, 98, 2004, 2010 et 2015, aux élections législatives de 1993, 1997, 2002, 2007 et 2012, aux élections européennes de 1999, 2004 et 2014, et aux élections sénatoriales de 2004.
Il est élu conseiller régional de Rhône-Alpes en 1992 et réélu en 1998, 2004 et 2010. Dans la commune de Cluses, il est élu conseiller municipal en 1989, puis réélu en 1995, en 2001, en 2008 et en 2014. Le 18 mars 2001, il perd les élections municipales à Cluses pour 276 voix derrière le maire sortant, et pour 222 voix face à une coalition de droite le 30 mars 2014.
Il dirige les campagnes régionales de Bruno Gollnisch en 2004 et 2010, et européenne de Jean-Marie Le Pen en 2009. Il conduit également celle de Marine Le Pen dans le cadre de l'élection à la présidence du FN de 2011.
En 2014, il occupe la cinquième place sur la liste FN menée par Jean-Marie Le Pen dans la circonscription Sud-Est lors des élections européennes. Élu député français au Parlement européen le 25 mai 2014, il démissionne de son mandat de conseiller régional peu après. Au Parlement européen, il est membre de la commission de l'emploi et des affaires sociales et membre suppléant de la commission spéciale sur le terrorisme. Il quitte le Parlement européen après avoir figuré en position non-éligible sur la liste RN (ex-FN) aux élections européennes de 2019.
En mai 2019, il quitte le conseil municipal de Cluses.

## Positionnement
En janvier 2016, Dominique Martin affirme qu'il faut laisser « la liberté aux femmes de s'occuper de leur foyer, notamment par un salaire parental d'éducation ». Cette mesure permettrait, selon lui, de « libérer des emplois », « donner une meilleure éducation à nos enfants » et donc « sécuriser nos rues ».

## Résultats électoraux

### Élections législatives
| Année | Parti                  | Circonscription                           | %        | %         | Issue |
| Année | Parti                  | Circonscription                           | 1er tour | 2ème tour | Issue |
| ----- | ---------------------- | ----------------------------------------- | -------- | --------- | ----- |
| 1993  | Front National         | troisième circonscription de Haute-savoie | 20,19    | 36,8      | Battu |
| 1997  | Front National         | troisième circonscription de Haute-savoie | 24,94    | 28,95     | Battu |
| 2002  | Front National         | troisième circonscription de Haute-savoie | 18,79    | 24,83     | Battu |
| 2007  | Front National         | troisième circonscription de Haute-savoie | 6,31     |           | Battu |
| 2012  | Front National         | Sixième circonscription de Haute-Savoie   | 14,55    | Battu     |       |
| 2022  | Rassemblement National | Sixième circonscription de Haute-Savoie   | 19,19    | 36,89     | Battu |